# 베이즐던구

베이즐던구의 위치

베이즐던구(영어: Borough of Basildon)는 잉글랜드 에식스주에 위치한 비도시 자치구로 중심 도시는 브렌트우드이며 인구는 180,521명(2014년 기준), 면적은 110.02km2이다.